# Lahnajärvi
Lahnajärvi è un villaggio (in finlandese kylä) della Finlandia situato nel città di Salo, a circa 38 km dal centro, nella regione del Varsinais-Suomi nella Finlandia Occidentale. Si trova sulle rive del lago omonimo, che letteralmente significa "lago breme".

## Storia
Prima del 2009 il villaggio faceva parte del comune di Suomusjärvi. Il villaggio è famoso soprattutto per Lahnajärven taukopaikka, la prima area di servizio della Finlandia costruita per gli automobilisti, completata in occasione delle Olimpiadi di Helsinki del 1952 lungo la strada regionale 110, all'epoca nota come Valtatie 1 (E18). L'area di servizio è stata chiusa per la prima volta nel 2008, per poi essere riaperta e chiusa più volte nel corso degli anni da nuovi imprenditori. L'ultimo proprietario ha riaperto l'area di servizio, completamente ristrutturata, nell'estate del 2020.